# Pia de Carthage
Sainte Pia de Carthage est une martyre de l'Église primitive qui vécut vers l'an 300 à Carthage en Numidie.
Elle subit le crucifiement avec 39 autres chrétiens, dont Picaria, pour avoir refusé d'abjurer sa foi. Elle est fêtée le 19 janvier.
Son nom signifie en latin « pieuse ». Le masculin est Pius, ou Pie en français.

## Source
- (de) Cet article est partiellement ou en totalité issu de l’article de Wikipédia en allemand intitulé « Pia von Karthago » (voir la liste des auteurs).